# Чижов, Николай Клавдиевич
Николай Клавдиевич Чижов (1865—1935) — инженер-гидротехник, ученый, педагог, действительный статский советник.

## Биография
В 1888 окончил Институт гражданских инженеров в Санкт-Петербурге с золотой медалью. Оставлен на преподавательской работе на вновь образованной кафедре по строительному искусству по отделам: орошение и осушение местностей, водостоки, водопроводы, водные искусственные и естественные пути, плотины и запруды. Читал курс «Дренаж, водостоки и гидротехнические сооружения». В то же время начал работать сотрудником Технико-строительного комитета Министерства внутренних дел.
В 1895 г. избран профессором, членом совета Института и назначен заведующим кафедрой, также был членом Совета инженерного гражданского института им. Императора Николая I.
В 1900 возглавил самостоятельное направление (фактически кафедру) «Водоотведение» (с конца 1920-х кафедра канализации как структурное подразделение института), которым заведовал до 1935.
В 1911 году Чижов был назначен председателем Комиссии по канализации и водоснабжению Петербурга. Эта комиссия занималась разработкой проекта строительства ладожского водопровода и снабжением Петербурга водой из ключей Гатчинского плато, а также исследованием источников водоснабжения города и его канализации. Чижов, как председатель, принимал большое участие в осуществлении этой крупной экологической программы. В материалах комиссии собраны сведения, отражающие состояние невской воды и способы ее очистки и оздоровления в период с 1911 по 1918 годы.

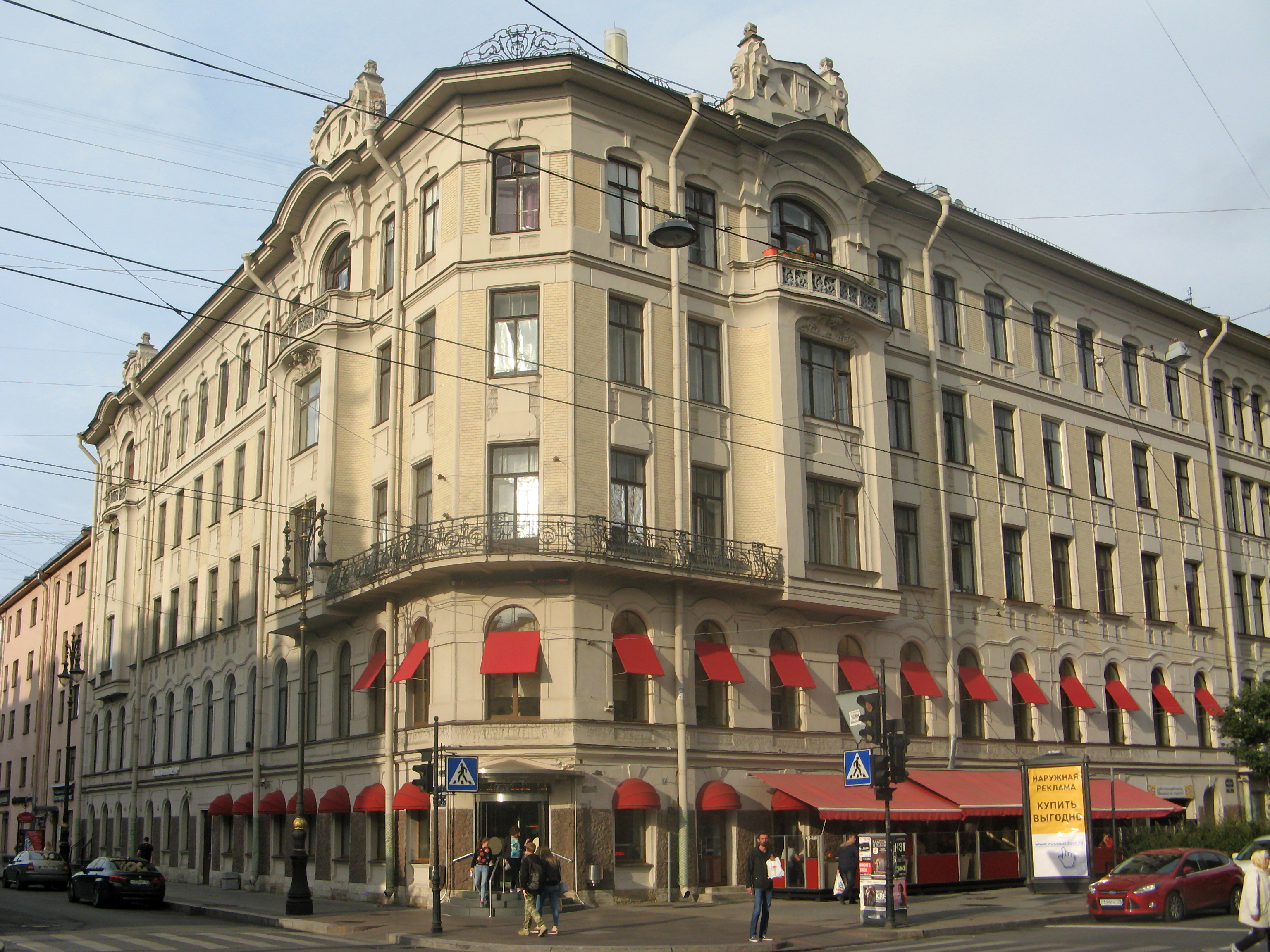
Доходный дом А.Д. и Н. К. Чижовых, построен Н. К. Чижовым в 1906—1907 гг.

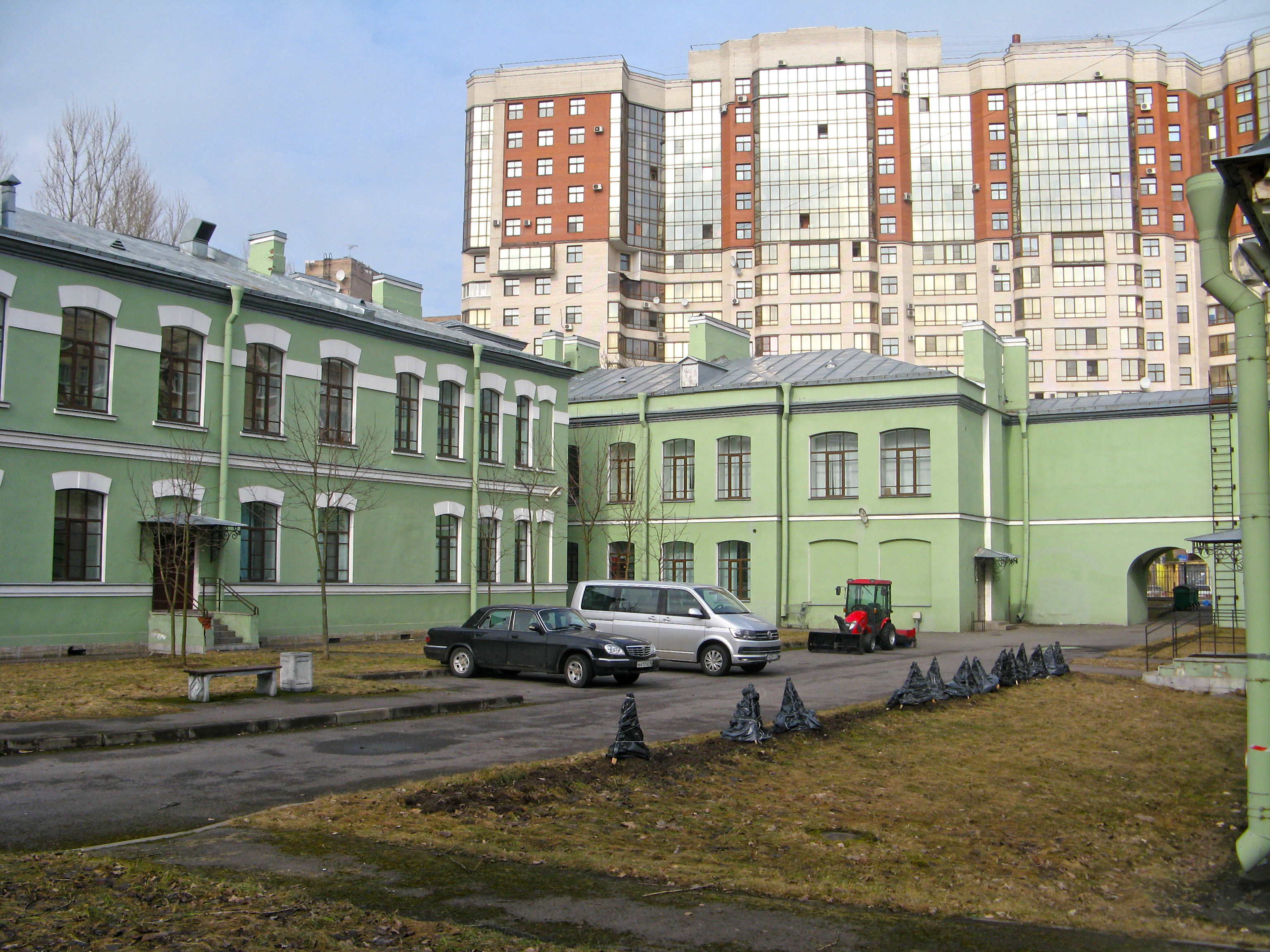
Охтинское низшее механическо-техническое училище

Автор сооружений в Москве и Рязани, в Царском Селе. Из его построек в Петербурге известны дом № 40 на улице Сергиевской (теперь ул. Чайковского), а также здание Охтинского низшего механико-технического училища (1900—1901; современный адрес: Республиканская ул., 39).
Руководил проектированием канализации в Пятигорске, Астрахани, Нижнем Новгороде, Самаре. В 1913 согласился взять общее руководство над составлением проекта канализации в Казани при условии, что проектом будет заниматься его ученик Арнольд Карлович Енш.
20 мая 1916 года определением Департамента Герольдии Правительствующего Сената признаны в потомственном дворянстве с правом на внесение в третью часть Дворянской родословной книги гражданский инженер Николай Клавдиев Чижов и дочь его Татиана по чину Действительного Статского Советника, полученному им 6 декабря 1908 года.
В советское время продолжал преподавательскую деятельность и был членом правления Ленинградского общества архитекторов.
К 1925 его под руководством Ч. разработан проект канализации Ленинграда, который предусматривал раздельную систему канализования сточных вод. Хозяйственно-фекальные и производственные стоки планировалось направлять к местам их выпуска в Финский залив, а ливневые и условно чистые промышленные — в расположенные вблизи водные протоки. Во 2-й половине 1920-х — 1930-е реализация проекта в основном была ограничена территорией Васильевского острова. В дальнейшем разработки Чижова использовались при составлении Генеральной схемы канализации Ленинграда 1940 г.
Автор научных и научно-педагогических трудов:
- Водостоки. Канализация городская и домовая. СПб., 1895-96. Ч.1-2;
- Водопроводы. Расчет и устройство городского водоснабжения. СПб., 1898.

## Семья

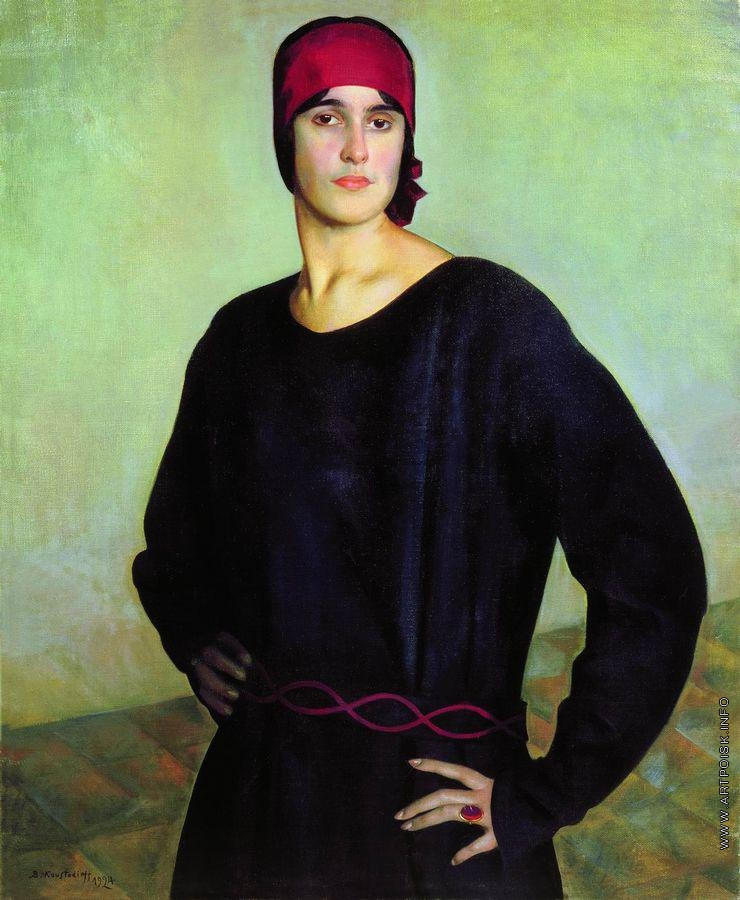
Портрет Татьяны Чижовой кисти Бориса Кустодиева

Жена — Анна Доримедонтовна, дочь архитектора Доримедонта Доримедонтовича Соколова. Их дети:
- Ольга Николаевна Чижова (5.06.1905-6.01.1908)
- Татьяна Николаевна Чижова (Эристова) (1905—1985) — была близким другом Владислава Михайловича и Марианны Евгеньевны Глинок, жена инженера Виссариона Сардионовича Эристова.